# Агнеса Клевська
Агнеса Клевська (нім. Agnes, фр. Agnès, ісп. Inés; 24 березня 1422, Клеве — 6 квітня 1448, Оліте) — королева Наварри, дружина Карла IV Наваррського.

## Життєпис
П'ята дитина (четверта дівчинка) в сім'ї першого герцога Клевського Адольфа I та його другої дружини, Марії Бургундської, дочки герцога Бургундії Іоанна Безстрашного. Племінниця герцога Бургундії Філіппа III Доброго.
Агнесу видано за спадкоємця престолу Наварри Карла Віанського (1421—1461), старшого сина принца Кастилії, Леону і Арагону і майбутнього короля Наварри, Арагону і Сицилії Хуана II і його першої дружини, Бланки Наваррської. 30 вересня 1439 року в Оліте відбулося весілля Агнеси і Карла.
Після смерті Бланки Наваррської 1441 року Карл Віанський став королем Наварри, але насправді ніколи не царював: мати в заповіті вказала, що Карл не має права іменуватися королем без згоди свого батька, і, пославшись на це, Хуан II узурпував владу в Наваррі. При цьому він сам справами Наварри не займався, оголосивши Карла своїм намісником.
1447 року Хуан II одружився з Хуаною Енрікес, яка стала підмовляти чоловіка взяти владу в Наваррі до своїх рук і відправити Карла у вигнання. Незабаром у Наваррі почалася громадянська війна, але Агнеса її вже не побачила: вона померла молодою — 1448 року, не давши чоловікові спадкоємця. Сам Карл помер 1461 року.